# Iryd (Teatr Telewizji)
Iryd – spektakl Teatru Telewizji z cyklu Teatru Sensacji "Kobra" z 1968 roku w reż. Mieczysława Waśkowskiego.

## Opis fabuły
Na terenie jednej z dużych budów zostaje skradziony z defektoskopu iryd 192. Trwają poszukiwania zabójczopromieniotwórczego pierwiastka, a milicja prowadzi intensywne śledztwo. Po pewnym czasie iryd zostaje odnaleziony w oparciu fotela Fiata 125p należącego do inż. Kamińskiego. Jego planowana w tym samochodzie podróż do Warszawy zakończyła by się dla niego niechybną śmiercią na skutek napromieniowania. Inteligentny mjr Korta dzięki pomocy dra Cwinara i użyciu licznika Geigera wykrywa w końcu sprawcę kradzieży. Okazuje się nim być kierownik Walczak, który kradnąc iryd i umieszczając go w samochodzie Kamińskiego chciał się pozbyć męża swojej kochanki, pięknej Ireny.

## Obsada aktorska
- Wieńczysław Gliński – mjr Korta
- Jerzy Turek – por. Małek
- Igor Śmiałowski – dr Cwinar
- Emil Karewicz – kierownik Walczak
- Irena Karel – Irena Kamińska
- Miłosz Maszyński – inż. Kamiński
- Barbara Klimkiewicz – mgr Zofia Stec
- Zygmunt Listkiewicz – Chraboń
- Andrzej Gawroński – operator defektoskopu
- Ryszard Markowski – kierowca Karolak
- Ludwik Jabłoński – dozorca